# Isabelle Spaak
Isabelle Spaak (Brussel, 1960) is een Belgische romanschrijfster en journaliste die in Frankrijk woont. Ze is verbonden aan het weekblad VSD waarin ze de sectie over reizen verzorgt.

## Biografie
Isabelle Spaak is een dochter van ambtenaar en diplomaat Fernand Spaak, een kleindochter van socialistisch premier en secretaris-generaal van de NAVO Paul-Henri Spaak, een achterkleindochter van de eerste vrouwelijke senator Marie Janson en advocaat en schrijver Paul Spaak en een achter-achterkleindochter van liberaal politicus Paul Janson.
Ze bracht haar kindertijd door in Brussel en vertrok op vijftienjarige leeftijd naar de Verenigde Staten. In 1979 keerde ze terug naar Europa, eerst in Toulouse en sinds 1981 in Parijs. 
Ze volgde vervolgens een licentie in de stedelijke sociologie in Nanterre en een licentie kunstgeschiedenis aan de Sorbonne.
Spaak heeft twee zonen.

## Werken
Na een werkje uit 1998 over de Franse hoofdstad publiceerde ze twee autobiografische romans: "Ça ne se fait pas" uit 2004 en "Pas du tout mon genre" uit 2006. In haar eerste roman verwerkt ze het familiedrama dat ze als kind heeft meegemaakt. Haar moeder schoot haar vader dood met een karabijn om vervolgens zelfmoord te plegen. Naast Isabelle liet zij hierbij nog vijf weeskinderen na. In haar tweede roman behandelt Spaak het zogenaamde middle childhood-syndroom.